# Casting Crowns
Casting Crowns är ett kristet rockband från Atlanta, Georgia. Bandet grundades av ungdomspastorn Mark Hall som även är bandets sångare. 
Från början uppträdde bandet för en ungdomsgrupp i Atlanta, men upptäcktes under 2003 av Steven Curtis Chapman, en legendar inom kristen popmusik. Han ordnade ett skivkontrakt åt dem på Reunion Records och samma år gavs det självbetitlade albumet Casting Crowns ut. Casting Crowns andra album, Lifesong, nådde 2005 en nionde plats på Billboard-listan.